# Mitsubishi Fuso Truck and Bus Corporation
Mitsubishi Fuso Truck and Bus Corporation (japonsko: Mitsubishi Fuso Torakku・Basu Kabushiki gaisha) je proizvajalec tovornjakov in avtobusov. Sedež ima v Kawasakiju, Kanagawa, Japonska. 89,29 % v lasti nemškega Daimler Trucks.
Fuso izhaja iz starodavnega kitajskega izraza fusang za sveto drevo, ki naj bi raslo na mestu na vzhodu, kjer sonce vzhaja, in se uporablja za samo Japonsko. Pravo drevo fuso je hibiskus.